# Zariaspes aurora
Zariaspes aurora är en fjärilsart som beskrevs av Bell 1942. Zariaspes aurora ingår i släktet Zariaspes och familjen tjockhuvuden. Inga underarter finns listade i Catalogue of Life.